# Urszula Jorasz
Urszula Jorasz (zm. 16 lipca 2021) – polska fizyk i akustyk, doktor habilitowana nauk fizycznych; specjalizuje się w akustyce i psychoakustyce, nauczyciel akademicki Uniwersytetu im. Adama Mickiewicza w Poznaniu.

## Życiorys
Stopień doktorski uzyskała w 1980 na podstawie pracy pt. Psychoakustyczna analiza efektu Dopplera dla sygnału monochromatycznego (promotorem była prof. Halina Ryffert). Habilitowała się w 1999 na podstawie oceny dorobku naukowego i rozprawy pt. Selektywność układu słuchowego.
Na macierzystym Wydziale Fizyki UAM pracowała jako profesor nadzwyczajny w Zakładzie Akustyki Środowiska Instytutu Akustyki. Prowadziła zajęcia m.in. z psychoakustyki, dźwięku w kulturze i sztuce oraz wpływu hałasu i drgań na człowieka.
Była członkinią Polskiego Towarzystwa Akustycznego.
Pochowana została na cmentarzu Górczyńskim w Poznaniu.

## Wybrane publikacje
- Auditory perception. Some principles and applications, Wydawnictwo Naukowe UAM 1996, ISBN 83-232-0749-6.
- Wykłady z psychoakustyki, Wyd. Naukowe UAM 1998, ISBN 83-232-0768-2.
- Selektywność układu słuchowego, Wyd. Naukowe UAM 1999, ISBN 83-232-0941-3.
- Słuchając, czyli Kontredans akustyki ze sztuką, Wyd. Naukowe UAM 2010, ISBN 978-83-232-2108-1.
- ponadto artykuły publikowane w czasopismach naukowych m.in. w „The Journal of the Acoustical Society of America”, „Noise Control Engineering Journal” oraz „Archives of Acoustics”[3][5][6]